# 浅間神社 (横浜市西区)
浅間神社（せんげんじんじゃ）は、神奈川県横浜市西区にある神社。旧・芝生村（しぼうむら、現在の浅間町）の鎮守であった。横穴古墳が密集する袖すり山と呼ばれる丘の上に立地している。

## 祭神
祭神に木花咲耶姫命、相殿に天照大神と武甕槌命を祀る。

## 歴史
承暦4年（1080年）、源頼朝が浅間神社を勧請して造営されたと伝えられる。
当地は袖ヶ浦（入江）に面した帷子川の河口港として栄え、江戸時代は東海道五十三次の神奈川宿と程ヶ谷宿の間の宿であった。
幕末の横浜開港の際には、当社門前より横浜（現・関内）に到る「横浜道」が整備された。
関東大震災や太平洋戦争で社殿は焼失し、現在の社殿は戦後になって再興されたものである。
1935年（昭和10年）10月、『横浜貿易新報』の読者投票により県下名勝史蹟四十五佳選に選定された。
「芝生(しぼう)」は縁起が悪いため、この神社にちなんで浅間町と改名された。

## 社殿・境内
- 本殿：浅間造
- 境内社：小嶽社、稲荷社、招魂社
- 浅間神社境内横穴古墳群:境内を中心に、周辺に群集している古代の横穴墓。地域の有力豪族の墓と伝えられる。
  - 富士の人穴：境内西側にあった横穴古墳のひとつで、富士山につながると伝えられていた。江戸時代は名所となっていた[2]が、周辺の開発によって取り壊された。
- 裏手にある石段は、映画「姿三四郎」（1943年、黒澤明監督）の舞台となった。
- 浅間幼育園

## 祭事・年中行事
- 例大祭：6月1日（浅間さまのお祭）
- 露店やお神輿は6月の第1週目の土日

## 所在地・交通
神奈川県横浜市西区浅間町1-19-10
- 横浜駅から徒歩13分。